# Martin Peters
Martin Stanford Peters, MBE (Plaistow, 1943. november 8. – London, 2019. december 21.) világbajnok angol válogatott labdarúgó, edző.
Az angol válogatott tagjaként részt vett az 1966-os és az 1970-es világbajnokságon, illetve az 1968-as Európa-bajnokságon.

## Sikerei, díjai
West Ham United
- Angol kupa (1): 1963–64
- KEK-győztes (1): 1964–65

Tottenham
- Angol ligakupa (2): 1970–71, 1972–73
- UEFA-kupa győztes (1): 1971–72

Anglia
- Világbajnok (1): 1966
- Európa-bajnoki bronzérmes (1): 1968